# Rancora strigata
Rancora strigata är en fjärilsart som beskrevs av Smith 1892. Rancora strigata ingår i släktet Rancora och familjen nattflyn. Inga underarter finns listade.